# Toniann Pitassi
Toniann Pitassi est une chercheuse en informatique théorique, et en particulier en théorie de la complexité. Elle a reçu le prix EATCS 2021.

## Biographie
Pitassi a fait ses études universitaires à l'Université d'État de Pennsylvanie avant d'aller faire son doctorat à Toronto, sous la direction de Stephen Cook. Elle est aujourd'hui professeure à l'Université de Toronto.

## Recherche
Pitassi est notamment connue pour son travail en complexité des preuves.

## Distinctions
Elle a reçu le prix EATCS 2021.